# 東京都立八王子高陵高等学校
東京都立八王子高陵高等学校（とうきょうとりつはちおうじこうりょうこうとうがっこう）は、東京都八王子市川町にあった都立高等学校である。現在は、廃校となっている。

## 概要
東京都立翔陽高等学校の開校に併せて閉校となった。
翔陽高校の校地は同時に廃校になった東京都立館高等学校の跡地であるが、館高校と当校の統廃合によって翔陽高校が開校したわけではなく、両校ともあくまで独立的な廃校である。
閉校後、学校用地は京王ユース・プラザが「高尾の森わくわくビレッジ」として再開発を行った。

## 歴史
- 1989年4月 - 開校
- 2004年3月 - 閉校
- 2004年4月1日 - 東京都立翔陽高等学校が開校するまでの1年間限定で全ての事務が一旦、東京都立富士森高等学校へ移管される（2005年3月31日まで）
- 2005年4月1日 - 東京都立翔陽高等学校の開校に伴い、全ての事務が正式に東京都立翔陽高等学校へ移管される